# Olivera Lakić
Olivera Lakić es una periodista investigadora para el periódico montenegrino Vijesti. En mayo de 2018, fue herida por un hombre armado después de investigar corrupción en Montenegro. Fue galardonada con Premio Internacional a las Mujeres de Coraje en 2019.